# Wissensmodellierung
Wissensmodellierung (englisch Knowledge Engineering) dient der Abbildung von Wissen in wissensbasierten Systemen. Sie ist Teilgebiet des Wissensmanagements und der künstlichen Intelligenz. Zur Modellierung von Wissen sind folgende Aufgaben zu bewältigen:
- Erfassung und Strukturierung von explizitem und implizitem Wissen (Wissensakquise)
- Formalisierung und Abbildung im Computer (Wissensrepräsentation und Aufbau einer Wissensdatenbank)
- Verarbeitung zur Lösung bestimmter Probleme (beispielsweise in einem Expertensystem durch eine Inferenzmaschine)
- Darstellung des Wissens (Informationsvisualisierung)

Ein wesentliches Problem der Wissensmodellierung besteht in der Erfassung impliziten Wissens und der semantischen Lücke.